# Batardeau

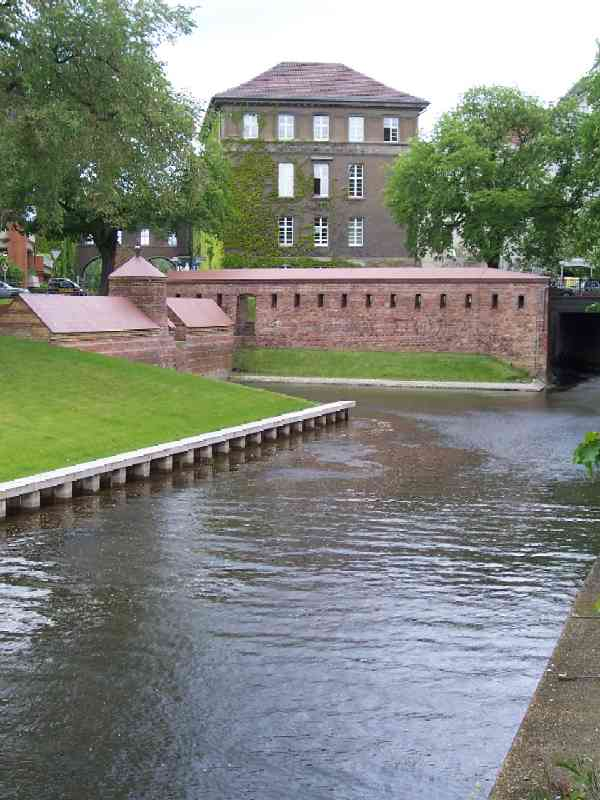
Batardeau (links) am Mühlengraben/Altstadt Spandau

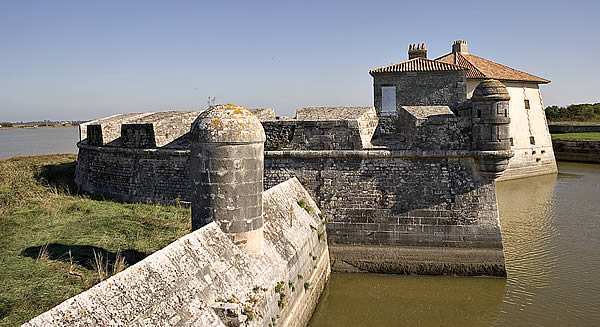
Ein Batardeau mit einer halbkugelförmigen Turmspitze. (Fort Lupin, Frankreich)

Ein Batardeau (auch Bär, Wasserbär, Bähre) ist ein Dammbauwerk im Festungsbau, das zur Regulierung des Wasserstandes im nassen Graben dient.

## Bauweise
Ein Batardeau wurde als Ziegelmauer ausgeführt, die stark genug sein musste, um dem Wasserdruck zu widerstehen, der entsteht, wenn der Festungsgraben auf der einen Seite des Batardeau trocken und auf der anderen Seite maximal gefüllt ist. Dazu war bei größeren Festungsgräben ein massiv gemauerter Backsteinwall mit einer Mauerstärke von zwei bis zweieinhalb Metern notwendig. Das Batardeau wird nur etwa ein bis anderthalb Meter höher als der höchste zu erwartende Wasserstand ausgeführt, da er das flankierende Feuer der eigenen Festungstruppen behindert. Zur Regulierung des Wasserstandes enthält das Batardeau einen Ablass-Schieber.
Um das Überqueren des Festungsgrabens mit Hilfe des Batardeau zu verhindern, ist die Mauerkrone üblicherweise spitz ausgeführt. Dazu können Gitter und eiserne Dornen kommen. In der Mitte des Batardeau befindet sich ein zylindrischer Turm mit einer kegelförmigen Spitze, der ein weiteres Hindernis darstellt. Es existieren von innen (und gedeckt) begehbare Batardeau-Bauwerke mit Zugang zum Ablass-Schieber wie auch Bauwerke, bei denen der Ablass-Schieber nur über eine Mechanik von außen bedient werden kann.

## Lage in der Festung
Das Batardeau befindet sich im rechten Winkel zum Graben zwischen zwei Bastionen und verbindet Kurtine mit Kontereskarpe. Da der Feind während einer Belagerung der Festung durch eine Zerstörung des Batardeau sowohl den Wasserstand im nassen Graben verringert wie auch den Übergang über den Graben durch die Trümmer des Batardeau erleichtert, muss ein Batardeau an der bestmöglich geschützten Seite der Festung errichtet werden.

## Weblinks

Modellbau der ersten Burgtoranlage in Lübeck, 13.–16. Jh. – äußeres Tor (links), Batardeau mit Zugbrücke, mittleres Tor (rechts)